# Tajimalela
Tajimalela is een bestuurslaag in het regentschap Lampung Selatan van de provincie Lampung, Indonesië. Tajimalela telt 4541 inwoners (volkstelling 2010).